# 王内村
王内村（おおうちむら）は、かつて新潟県古志郡にあった村。

## 沿革
- 1889年（明治22年）4月1日 - 町村制施行に伴い古志郡蔵王村、石内村が合併し、王内村が発足。
- 1901年（明治34年）11月1日 - 古志郡長岡町、長岡本町、千手町、草生津町、新町と合併し、長岡町を新設して消滅。